# Los rastreadores

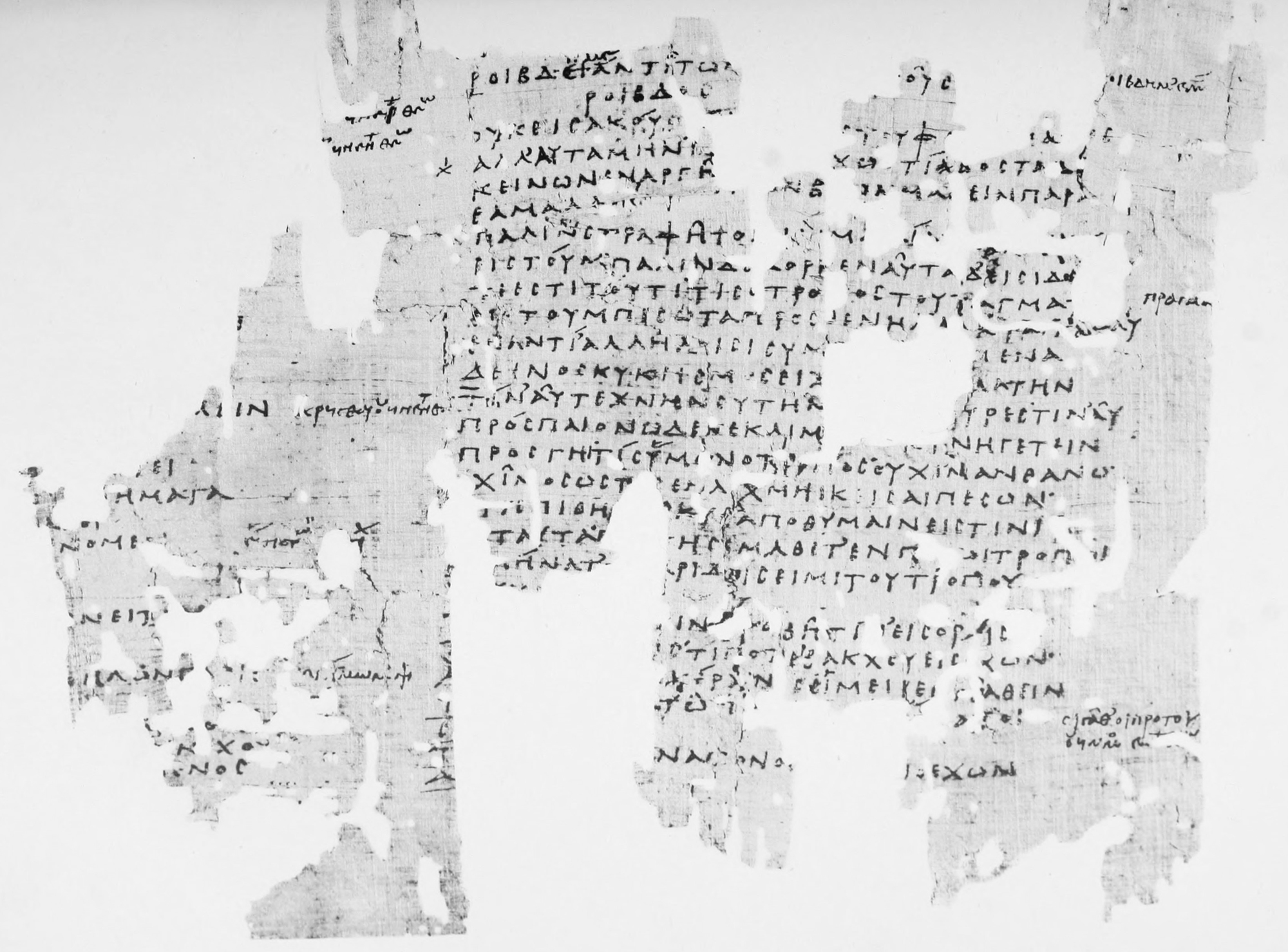
Líneas 96–138 de Los rastreadores en un fragmento del papiro por el que conocemos este drama (P.Oxy. IX 1174 col. iv–v)

Los rastreadores (en griego, Ἰχνευταί / Ichneutai), también conocido como los "buscadores", "perseguidores" o "persiguiendo sátiros", es un drama satírico fragmentario del siglo V a. C. escrito por el dramaturgo ateniense Sófocles.
Tres citas anodinas de autores antiguos eran todo lo que se conocía de este drama hasta el año 1907, que fue cuando fueron descubiertos restos más extensos del poema en los papiros de Oxirrinco, tratándose de fragmentos pertenecientes al siglo II de Los rastreadores. Con más de cuatrocientas líneas conservadas en su totalidad o en parte, Los rastreadores es actualmente el drama satírico antiguo mejor conservado después de El Cíclope de Eurípides, que es el único ejemplo completo existente del género.

## Personajes
- APOLO
- HERMES
- CILENE[2]
- SILENO y el CORO de SÁTIROS

## Argumento
El argumento de esta obra teatral se deriva del mito inserto en el Himno homérico a Hermes. Un Hermes recién nacido ha robado el ganado de Apolo, que envía un coro de sátiros para recuperar los animales, prometiéndoles la doble recompensa de libertad y oro en caso de éxito. Los sátiros se disponen a encontrar el ganado, siguiendo sus huellas. Al acercarse a la cueva en la que se oculta Hermes, le oyen tocar la lira, instrumento musical que él mismo acaba de inventar. Asustados por el extraño sonido, los sátiros discuten su próximo paso. Cilene, la ninfa de la montaña en la que permanece oculto Hermes, les explica la naturaleza del instrumento musical. Fuera de la cueva, los sátiros ven unas pieles de vaca cosidas y se convencen de que han encontrado al ladrón. 
Apolo regresa. 

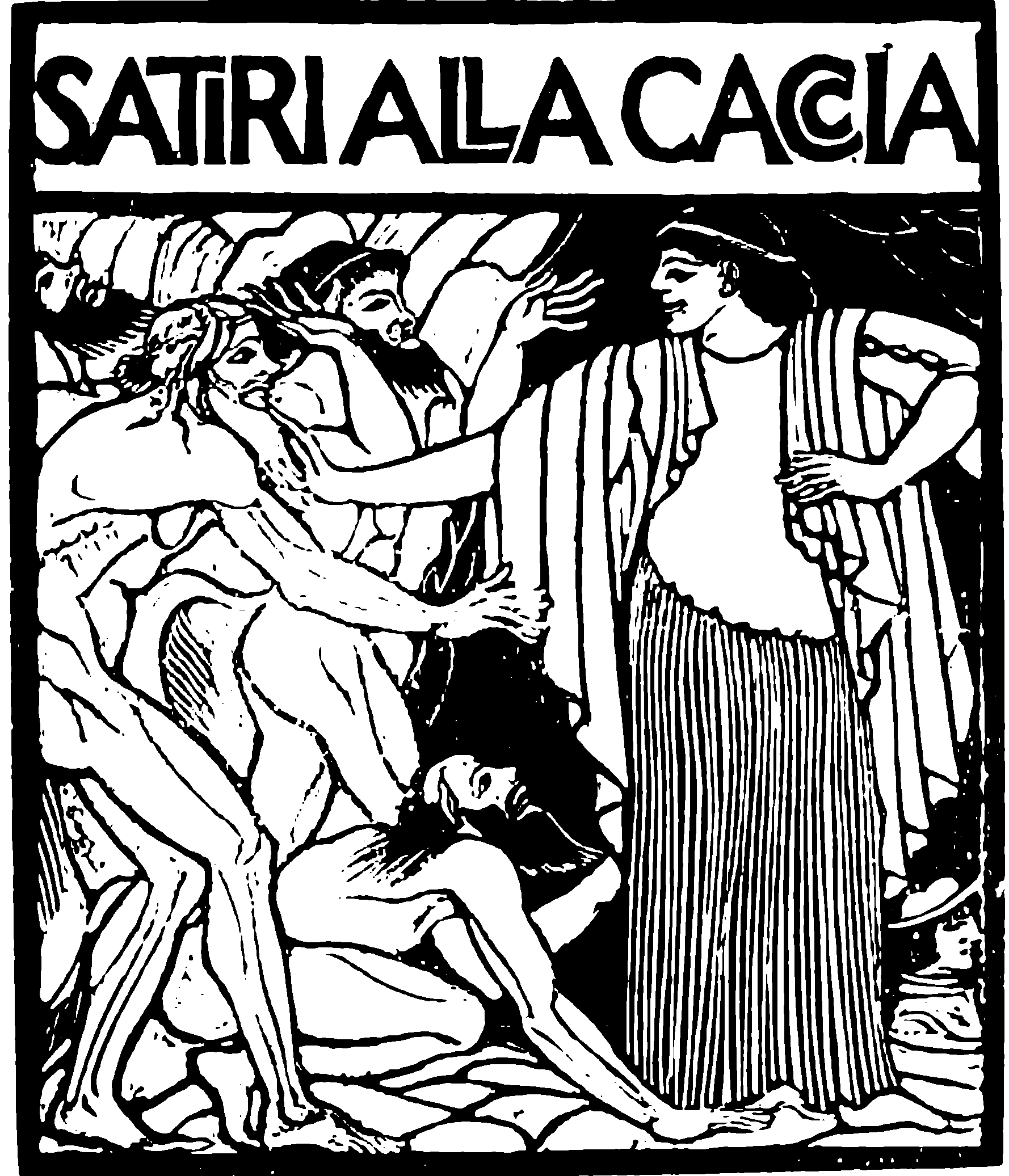
Ilustración empleada en la trad. al italiano de Ettore Romagnoli

No se conserva más de la historia en el papiro.

## Enlaces externos

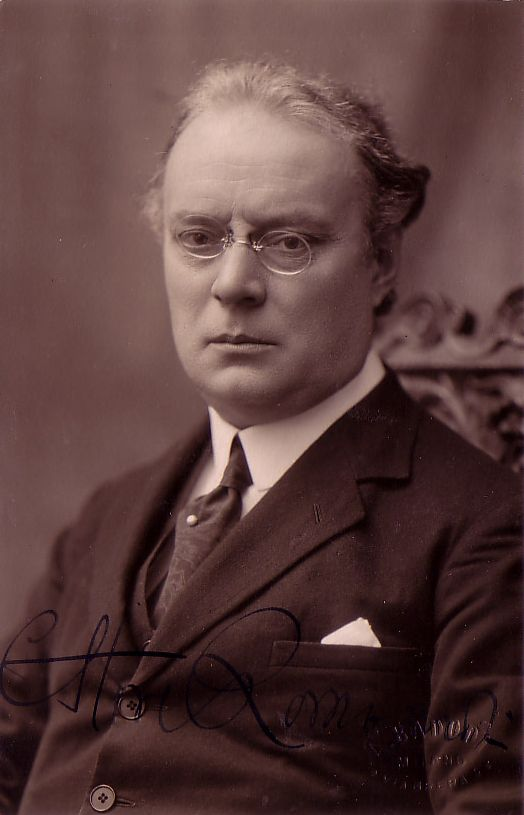
Ettore Romagnoli.